# 13. gardna strelska divizija (ZSSR)
Za druge 13. divizije glejte 13. divizija.
13. gardna strelska divizija je bila gardna strelska divizija v sestavi Rdeče armade med drugo svetovno vojno.

## Zgodovina
Divizija je bila ustanovljena 19. januarja 1942 z reorganizacijo 87. strelske divizije. Maja istega leta se je borila že v bitki za Harkov, nato pa je bila udeležena v splošnem umiku čez reko Don. Pozneje so jo okrepili z novim moštvom in jo poslali v Stalingrad, kjer se je izkazala med najhujšimi boji. Divizija je v bitki za Stalingrad izgubila vse razen 1000 mož. Tako so jo ponovno okrepili; sodelovala je še v bitki pri Kursku in bitki za Prago.

## Organizacija
- štab
- 34. gardni strelski polk
- 39. gardni strelski polk
- 43. gardni strelski polk
- 32. gardni artilerijski polk

## Poveljstvo
Poveljniki
- generalmajor Aleksander Iljič Rodimcev (1942-1943)